# Rackets op de Olympische Zomerspelen 1908
Rackets, een indoorvariant van tennis, is een van de sporten die beoefend werden tijdens de Olympische Zomerspelen 1908 in Londen. Deze sport stond alleen op deze editie op het programma.
Het rackettoernooi werd gespeeld in de Queen's Club in het stadsdeel West Kensington. Aan het toernooi namen zeven Britten actief aan de wedstrijden deel.

## Medaillewinnaars
| Discipline     | Goud | Goud                          | Zilver | Zilver                     | Brons | Brons                |
| -------------- | ---- | ----------------------------- | ------ | -------------------------- | ----- | -------------------- |
| Enkelspel (m)  | GBR  | Evan Noel                     | GBR    | Henry Leaf                 | GBR   | John Jacob Astor     |
| Dubbelspel (m) | GBR  | John Jacob Astor Vane Pennell | GBR    | Cecil Browning Edmund Bury | GBR   | Henry Leaf Evan Noel |

## Eindstanden en uitslagen
Enkelspel
| rang   | sporters | land             |
| ------ | -------- | ---------------- |
| Goud   | GBR      | Evan Noel        |
| Zilver | GBR      | Henry Leaf       |
| Brons  | GBR      | John Jacob Astor |
| Brons  | GBR      | Henry Brougham   |
| 5      | GBR      | Vane Pennell     |
| 6      | GBR      | Cecil Browning   |

| Ronde | Datum | Winnaar                                            | Uitslag | Verliezer        | Setstanden              |
| ----- | ----- | -------------------------------------------------- | ------- | ---------------- | ----------------------- |
| 1e    | 27/04 | Evan Noel                                          | 3-1     | Cecil Browning   | 18-14, 8-15, 15-3, 15-9 |
| 1e    | 27/04 | F.H. Browning                                      |         | E.M. Baerlein *  | * trok zich terug       |
| 1e    | 27/04 | vrij: Astor, Brougham, Bury, Foster, Leaf, Pennell |         |                  |                         |
| KF    | 28/04 | Evan Noel                                          | 3-0     | Vane Pennell     | 15-12, 15-7, 15-5       |
| KF    | 28/04 | Henry Brougham                                     |         | Edmund Bury *    | * trok zich terug       |
| KF    | 28/04 | Henry Leaf                                         |         | F.H. Browning *  | * trok zich terug       |
| KF    | 28/04 | John Jacob Astor                                   |         | B. S. Foster *   | * trok zich terug       |
| HF    | 29/04 | Evan Noel                                          | 3-0     | Henry Brougham   | 15-4, 15-12, 15-6       |
| HF    | 29/04 | Henry Leaf                                         | 3-0     | John Jacob Astor | 15-4, 15-5, 15-4        |
| F     | 30/05 | Evan Noel                                          |         | Henry Leaf *     |                         |

Dubbelspel
| rang   | land | sporters                      |
| ------ | ---- | ----------------------------- |
| Goud   | GBR  | John Jacob Astor Vane Pennell |
| Zilver | GBR  | Cecil Browning Edmund Bury    |
| Brons  | GBR  | Henry Leaf Evan Noel          |

| Ronde | Datum | Winnaars                                                               | Uitslag | Verliezers                            | Setstanden                    |
| ----- | ----- | ---------------------------------------------------------------------- | ------- | ------------------------------------- | ----------------------------- |
| 1e    | 27/04 | Leaf / Noel                                                            |         | Foster / F.H. Browning *              | * trokken zich terug          |
| 1e    | 27/04 | vrij: Astor / Pennell, C. Browning / Bury, E.M. Baerlein / E. H. Miles |         |                                       |                               |
| HF    | 29/04 | Astor / Pennell                                                        | 4-2     | 15-11, 0-15, 15-7, 9-15, 18-14, 17-15 |                               |
| HF    | 29/04 | C. Browning / Bury                                                     |         | E.M. Baerlein / E. H. Miles *         | * trokken zich terug          |
| F     | 30/05 | Astor / Pennell                                                        | 4-1     | Browning / Bury                       | 6-15, 15-7, 16-15, 15-6, 15-7 |

## Medaillespiegel
| rang   | land             | goud | zilver | brons | totaal |
| ------ | ---------------- | ---- | ------ | ----- | ------ |
| 1      | Groot-Brittannië | 2    | 2      | 3     | 7      |
| totaal | totaal           | 2    | 2      | 3     | 7      |

Londen 1908 
olympische medaillewinnaars
Atletiek · Boksen · Boogschieten · Hockey · Jeu de paume · Kunstrijden · Lacrosse · Motorbootracen · Polo · Rackets · Roeien · Rugby · Schermen · Schietsport · Schoonspringen · Tennis · Touwtrekken · Turnen · Voetbal · Waterpolo · Wielersport · Worstelen · Zeilen · Zwemmen